# منزل خاتشيكيان
منزل خاتشيكيان (بالفارسية: خانه خاچیکیان) هو منزل تاريخي يعود إلى عصر السلالة الصفوية، ويقع في أصفهان.